# Camboja na Universíada de Verão de 2021
O Camboja participou da Universíada de Verão de 2021, que aconteceu em Chengdu, na China, entre 28 de julho e 8 de agosto de 2023.
A delegação teve 11 atletas — oito masculinos e três femininos — em três modalidades olímpicas.

## Competidores
Estas foram as modalidades e atletas que disputaram a edição:
| Esporte   | Masculino | Feminino | Total |
| --------- | --------- | -------- | ----- |
| Atletismo | 2         | 1        | 3     |
| Esgrima   | 4         | 0        | 4     |
| Taekwondo | 2         | 2        | 4     |
| Total     | 8         | 3        | 11    |

## Desempenho

### Atletismo
Masculino
Provas de pista
| Atleta             | Evento | Primeira fase | Primeira fase | Semifinal   | Semifinal   | Final       | Final       | Ref.  |
| Atleta             | Evento | Resultado     | Pos.          | Resultado   | Pos.        | Resultado   | Pos.        | Ref.  |
| ------------------ | ------ | ------------- | ------------- | ----------- | ----------- | ----------- | ----------- | ----- |
| Yatpitou Chantivea | 200m   | 22.65         | 20            | Não avançou | Não avançou | Não avançou | Não avançou | [ 3 ] |

Provas de campo
| Atleta   | Evento          | Primeira fase | Primeira fase | Semifinal | Semifinal | Final       | Final       | Ref.  |
| Atleta   | Evento          | Resultado     | Pos.          | Resultado | Pos.      | Resultado   | Pos.        | Ref.  |
| -------- | --------------- | ------------- | ------------- | --------- | --------- | ----------- | ----------- | ----- |
| Chan Yan | Salto em altura | 1.95          | 25            | —         | —         | Não avançou | Não avançou | [ 4 ] |

Feminino
Provas de campo
| Atleta       | Evento            | Primeira fase | Primeira fase | Semifinal | Semifinal | Final       | Final       | Ref.  |
| Atleta       | Evento            | Resultado     | Pos.          | Resultado | Pos.      | Resultado   | Pos.        | Ref.  |
| ------------ | ----------------- | ------------- | ------------- | --------- | --------- | ----------- | ----------- | ----- |
| Monika Neang | Arremesso de peso | 10.74         | 15            | —         | —         | Não avançou | Não avançou | [ 5 ] |

### Esgrima
Masculino
| Atleta                                  | Evento               | Fase de grupo | Fase de grupo | Fase de 128          | Fase de 64           | Fase de 32            | Oitavas de final     | Quartas de final     | Semifinais           | Final                | Pos.        | Ref. |
| Atleta                                  | Evento               | Adversário e resultado                                                                                             | Pos.          | Adversário resultado | Adversário resultado | Adversário resultado  | Adversário resultado | Adversário resultado | Adversário resultado | Adversário resultado | Pos.        | Ref. |
| --------------------------------------- | -------------------- | --- | ------------- | -------------------- | -------------------- | --------------------- | -------------------- | -------------------- | -------------------- | -------------------- | ----------- | ---- |
| Tangchin Thong                          | Espada – individual  | SUI Dagani D 4–5 UKR Opanasenko D 1–5 IND Sharma V 5–2 SGP Cheong D 0–5 CHN Lan D 2–5 KSA Altaweel D 0–5           | 89            | Não avançou          | Não avançou          | Não avançou           | Não avançou          | Não avançou          | Não avançou          | Não avançou          | Não avançou |      |
| Nathan Ra                               | Espada – individual  | SLO Grubar D 3–5 KSA Alhussain D 1–5 SUI Bonferroni D 2–5 SGP Si To D 4–5 FRA Midelton D 1–5 UZB Muminov D 4–5     | 92            | Não avançou          | Não avançou          | Não avançou           | Não avançou          | Não avançou          | Não avançou          | Não avançou          | Não avançou |      |
| Saknuk Savoeun                          | Espada – individual  | KAZ Sharlaimov D 2–5 ITA Gaetani D 3–5 IND Pandey D 2–5 ANG Dianza V 5–2 AUT Schuhmann D 4–5 FIN Paavolainen V 5–3 | 76            | Não avançou          | Não avançou          | Não avançou           | Não avançou          | Não avançou          | Não avançou          | Não avançou          | Não avançou |      |
| Horng Phon                              | Florete – individual | IND Aher D 3–5 HUN Frűhauf D 0–5 POR Macedo D 1–5 JPN Ito D 0–5 FRA Loisel D 3–5 TPE Kuo D 2–5                     | 65            | Não avançou          | Não avançou          | Não avançou           | Não avançou          | Não avançou          | Não avançou          | Não avançou          | Não avançou |      |
| Tangchin Thong Saknuk Savoeun Nathan Ra | Espada – equipe      | — | —             | —                    | —                    | Chéquia (CZE) D 20–45 | Não avançou          | Não avançou          | Não avançou          | Não avançou          | Não avançou |      |

### Taekwondo
Masculino
| Atleta      | Evento   | Primeira fase          | Oitavas                | Quartas                | Semifinais             | Final                  | Posição     | Ref. |
| Atleta      | Evento   | Adversário e resultado | Adversário e resultado | Adversário e resultado | Adversário e resultado | Adversário e resultado | Posição     | Ref. |
| ----------- | -------- | ---------------------- | ---------------------- | ---------------------- | ---------------------- | ---------------------- | ----------- | ---- |
| Youdeth Sam | até 58kg | KOR Park D 0–2         | Não avançou            | Não avançou            | Não avançou            | Não avançou            | Não avançou |      |
| Mithona Va  | até 74kg | —                      | KOR Park D 0–2         | Não avançou            | Não avançou            | Não avançou            | Não avançou |      |

Feminino
| Atleta         | Evento   | Primeira fase          | Oitavas                  | Quartas                | Semifinais             | Final                  | Posição     | Ref. |
| Atleta         | Evento   | Adversário e resultado | Adversário e resultado   | Adversário e resultado | Adversário e resultado | Adversário e resultado | Posição     | Ref. |
| -------------- | -------- | ---------------------- | ------------------------ | ---------------------- | ---------------------- | ---------------------- | ----------- | ---- |
| Lyden Kry      | até 49kg | ALG Haouchine V 2–1    | THA Wongpattanakit D 0–2 | Não avançou            | Não avançou            | Não avançou            | Não avançou |      |
| Aliza Chhoeung | até 57kg | THA Harnsujin D 0–2    | Não avançou              | Não avançou            | Não avançou            | Não avançou            | Não avançou |      |

Legenda
| Recorde mundial      | Recorde mundial (World record)               |                       | Recorde africano                      | Recorde africano (African) |                                           | Q | Classificado por posição (Qualified) |
| Recorde olímpico     | Recorde olímpico (Olympic record)            | Recorde da América    | Recorde da América (Americas)         | q                          | Classificado por melhor tempo (Qualified) |   |                                      |
| Melhor marca do ano  | Melhor marca do ano (World leading)          | Recorde asiático      | Recorde asiático (Asian)              | DNS                        | Não largou (Did not start)                |   |                                      |
| Recorde nacional     | Recorde nacional (National record)           | Recorde europeu       | Recorde europeu (European)            | DNF                        | Não terminou (Did not finish)             |   |                                      |
| Recorde pessoal      | Recorde pessoal do atleta (Personal best)    | Recorde da Oceania    | Recorde da Oceania (Oceania)          | DSQ / DQ                   | Desclassificado (Disqualified)            |   |                                      |
| Recorde da temporada | Recorde da temporada do atleta (Season best) | Recorde sul-americano | Recorde sul-americano (South America) | NM                         | Sem marca (No mark)                       |   |                                      |